# Bez trzymanki (album)
Bez trzymanki (zapis stylizowany: BEZ TRZYMANKI) – drugi album studyjny polskiego piosenkarza Rubensa. Wydawnictwo ukazało się 11 października 2024 nakładem wytwórni muzycznej Sony Music Entertainment Poland.
Album jest utrzymany w stylu muzyki pop. Składa się z wersji standardowej (1 CD).
Nagrania były promowane singlami: „To nie efekt placebo”, „Nim przykryje kurz”, „Odwrócę los” i „Twoja miłość”.

## Lista utworów
Opracowano na podstawie materiału źródłowego.
| Bez trzymanki – Wersja standardowa | Bez trzymanki – Wersja standardowa      | Bez trzymanki – Wersja standardowa | Bez trzymanki – Wersja standardowa | Bez trzymanki – Wersja standardowa |
| Nr                                 | Tytuł utworu                            | Słowa                              | Muzyka                             | Długość                            |
| ---------------------------------- | --------------------------------------- | ---------------------------------- | ---------------------------------- | ---------------------------------- |
| 1.                                 | „Twoja miłość”                          | Piotr Rubik                        | Piotr Rubik                        | 3:41                               |
| 2.                                 | „Kocham to miejsce”                     | Piotr Rubik                        | Piotr Rubik                        | 3:21                               |
| 3.                                 | „Miałaś tu ze mną być”                  | Piotr Rubik                        | Piotr Rubik                        | 3:08                               |
| 4.                                 | „Tony Halik”                            | Piotr Rubik                        | Piotr Rubik                        | 3:17                               |
| 5.                                 | „Rzeka która płynie w dwóch kierunkach” | Piotr Rubik                        | Piotr Rubik                        | 3:54                               |
| 6.                                 | „Nim przykryje kurz”                    | Piotr Rubik                        | Piotr Rubik                        | 3:16                               |
| 7.                                 | „To nie efekt placebo”                  | Piotr Rubik                        | Piotr Rubik                        | 3:07                               |
| 8.                                 | „Odwrócę los”                           | Piotr Rubik                        | Piotr Rubik, Piotr Walicki         | 3:07                               |
| 9.                                 | „A ten znów się włóczy”                 | Piotr Rubik                        | Piotr Rubik                        | 4:23                               |
| 10.                                | „Sukienka”                              | Piotr Rubik                        | Piotr Rubik                        | 3:18                               |
| 11.                                | „Zabierz”                               | Piotr Rubik                        | Piotr Rubik                        | 4:32                               |
|                                    |                                         |                                    |                                    | 39:04                              |

## Pozycje na listach sprzedaży

### Pozycje na listach tygodniowych
| Kraj   | Lista (2024)            | Najwyższa pozycja |
| ------ | ----------------------- | ----------------- |
| Polska | OLiS – albumy fizycznie | 53                |